# Mazuelos
Mazuelos es un despoblado español del municipio de Valverde del Majano, perteneciente a la provincia de Segovia, en la comunidad autónoma de Castilla y León.

## Historia
Hacia mediados del siglo XIX, el lugar era ya referido como un despoblado perteneciente a Valverde del Majano. Aparece descrito en el undécimo volumen del Diccionario geográfico-estadístico-histórico de España y sus posesiones de Ultramar de Pascual Madoz con las siguientes palabras:

MAZUELOS: desp. en la prov. y part. jud. de Segovia, térm. jurisdiccional de Valverde del Majano: hay 1 ermita, la Virgen de la Aparecida, á cuyas inmediaciones se advierten algunos cimientos de casas ó corrales que debieron pertenecer á Mazuelos: su térm. se estiende 1 leg. en círculo, y comprende 340 obradas de tierra cultivada; y 40 de prados de secano: los productos se calculan en 260 fan. de trigo é igual número de cebada: las 3/4 partes de este térm. pertenecen al cabildo catedral de Segovia, de cuya ciudad dista 1 leg. corta.
(Madoz, 1848, p. 326)

## Patrimonio
En el despoblado se sitúa la ermita de la Virgen de la Aparecida.